# Club Esportiu Cerverí
El Club Esportiu Cerverí (escrit usualment Serverí, en castellà i oficialment Club Deportivo Serverense) és un club de futbol de la vila de Son Cervera. Fundat l'any 1933, el 1981 es va fusionar amb el CF Atlètic Badia de Llevant per a esdevenir el CE Badia de Cala Millor. El 2006 recuperà el nom original de CE Cerverí. Ha militat dues temporades a Segona Divisió B, entre 1987 i 1989, de manera que es tracta d'un dels deu clubs mallorquins que han assolit aquesta categoria.

## Història
El club va ser fundat el 9 de novembre de 1933 per 32 socis amb el nom de Club Deportivo Serverense. Llavors la finalitat del club era de tenir secció tant de futbol com de ciclisme, les dues activitats esportives amb més seguidors a la Mallorca de principis de segle. El 1935, amb la constitució del Club Ciclista Serverense, el Cerverí es dedicà exclusivament a la pràctica del futbol.
El 1970 el Cerverí es fusionà amb el Recreatiu Cerverí (en castellà i oficialment, Recreativo Serverense), un equip de futbol base de la localitat. Fou una dècada dura pel club, que patia una crisi econòmica pregona.

### Fusió amb el Badia de Llevant
El 1980 nasqué el Club de Futbol Atlètic Badia de Llevant com a iniciativa perquè els habitants de la zona poguessin gaudir del futbol sense haver-se de desplaçar. El club va comptar amb el suport econòmic de l'Associació Hotelera de la Badia de Cala Millor, que va posar els doblers per a comprar el terreny de joc. Començaren a competir la temporada 1980-81 a Tercera Regional, la categoria més baixa del futbol regional mallorquí. Vestiren de camiseta dividida verticalment en dues meitats, una de verda i l'altra de groga.
L'estiu següent, per a agilitzar l'arribada a les categories més altes i per a unir forces amb el CE Cerverí, que econòmicament passava per una mala temporada, els clubs decidiren de fusionar-se, de manera que en resultà un sol club amb la plaça a Regional Preferent del Cerverí que duia per nom Club Esportiu Badia de Cala Millor-Son Cervera (oficialment, Club Deportivo Badia Cala Millor-Son Servera).

### El Badia
La primera temporada del nou club va acabar amb un ascens a Tercera Divisió després de derrotar el Seislán. Després de cinc temporades a les primeres posicions de la classificació mirant d'assolir l'ascens, finalment aconseguiren de pujar a Segona Divisió B l'any 1987, gràcies al fet que la federació havia decidit d'ampliar la categoria.
El club passà dues temporades molt dures a la Segona B, tant en l'aspecte esportiu, pel fet que hi havia un bon salt de nivell entre la Segona B i la Tercera, com en l'aspecte financer, atès que el club gastà en fitxatges i contractes més doblers dels que podia generar. Tot plegat conduí a una situació en què el president, Miquel Meca, dimití el novembre de 1988, en plena temporada. La gestió, però, continuà sense ser encertada, de manera que, per bé que salvaren la categoria, el club es veié obligat a renunciar-hi.
Després del descens, el club va canviar el nom a Club Esportiu Cala Millor, un canvi que ja s'havia acordat la temporada anterior. L'equip es va mantenir a Tercera set temporades, categoria a la qual va tornar l'any 2006. Fou aquest mateix any que el club recuperà el nom originari de Club Esportiu Cerverí. Un any abans, el 2005, el club havia tornat al camp de ses Eres, després d'una reforma en què augmentaren les dimensions del camp i es construí una tribuna coberta amb capacitat per a 800 espectadors.

## Estadi
El Cerverí juga els seus partits com a local al Camp Municipal de ses Eres, situat al migjorn de la vila. Va ser reformat el 2005, i d'aleshores ençà l'estadi compta amb una tribuna coberta amb capacitat per a 800 persones.
El primer camp on jugà fou el Camp de ca s'Hereu, el qual abandonà per a jugar a ses Eres. Arran de la fusió amb el Badia de Llevant, el nou Badia de Cala Millor jugà els partits al camp de Cala Millor, situat a lAvinguda des Futbol, a Cala Millor, al municipi de Sant Llorenç, a tocar de la frontera entre els dos termes. El club tornà a la vila, al camp de ses Eres, l'any 2005, després de la reforma. El Cerverí completà el retorn a la vila de Son Cervera recuperant el nom de CE Cerverí l'any següent.